# Endobotryella oblonga
Endobotryella oblonga är en svampart som först beskrevs av Karl Wilhelm Gottlieb Leopold Fuckel, och fick sitt nu gällande namn av Franz Xaver von Höhnel 1909. Endobotryella oblonga ingår i släktet Endobotryella, divisionen sporsäcksvampar och riket svampar.   Inga underarter finns listade i Catalogue of Life.